# Tambor cilíndrico

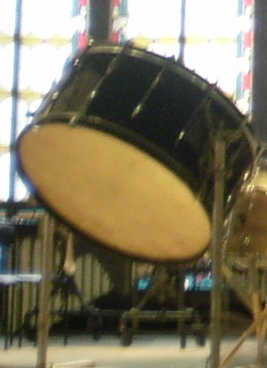
Bombo orquestal.

Los tambores cilíndricos son un tipo de membranófonos que tienen el mismo diámetro en todo el largo de su armazón. Este grupo incluye un amplio rango de implementaciones, como el bombo y el tambor iraní dohol. Los tambores cilíndricos son generalmente de doble parche.